# پولینی-نوتر-دام
پولینی-نوتر-دام (به فرانسوی: Pouligny-Notre-Dame) یک کمون در فرانسه است که در اندر واقع شده‌است. پولینی-نوتر-دام ۳۳٫۷۵ کیلومتر مربع مساحت و ۶۲۰ نفر جمعیت دارد و ۳۳۰ متر بالاتر از سطح دریا واقع شده‌است.